# Mighty Music
Mighty Music ist ein dänisches Independent-Label, das 1997 gegründet wurde.

## Geschichte
Michael Andersen, der seit 1986 Fan von Gruppen wie AC/DC, W.A.S.P. und Europe war, beschloss 1991/1992 das Fanzine Emanzipation zu gründen. Hiervon veröffentlichte er einige Ausgaben und knüpfte dadurch auch Kontakte. 1994 erschien über Emanzipation Productions auf Kompaktkassette das erste Album, ehe 1995/1996 mit Iniquity der erste Vertrag zur Veröffentlichung eines Albums geschlossen wurde. Daraufhin trat Progress Records/Diehard Music Worldwide auf Andersen zu, ein Label bei dem auch Gruppen wie Illdisposed und Konkhra unter Vertrag standen. Die gemeinsame Zusammenarbeit hielt jedoch nicht lange an, da Andersen befand, dass sich das Label kaum mit Extreme Metal auskannte, woraufhin er 1997 beschloss, mit einem guten Freund, Bjarke Ahlstrand, Mighty Music zu gründen. Beide hatten zuvor schon gemeinsam für verschiedene Magazine zusammengearbeitet. Seit 1997 kann Andersen vom Musikgeschäft leben, indem er zuerst für Labels Edelpitch und die Warner Music Group arbeitete. 2003 gründete er die Target Group, die zunächst ein Musikvertrieb war, der unter anderem zusammen mit Metal Blade Records, Century Media und Frontiers Records arbeitete. Die Target Group ist mittlerweile Mutterlabel von Mighty Music. Von Mighty Music wird das Nordic Noise Rock Festival veranstaltet. Für das Label sind momentan rund 15 Personen tätig.

## Veröffentlichungen (Auswahl)
- 1998: Iniquity – The Hidden Lore
- 1998: Artillery – Deadly Relics
- 1999: Guidance of Sin – Soulseducer
- 1999: Corpse Vomit – Drowning in Puke
- 2000: Sacrificial – Erect : Eloquent : Extinct
- 2000: Panzerchrist – Soul Collector
- 2000: Beheaded – Resurgence of Oblivion
- 2001: Cronic Disorder – Torture Test
- 2001: Nephasth – Immortal Unholy Triumph
- 2003: Iniquity – Iniquity Bloody Iniquity
- 2004: Anasarca – Dying
- 2007: Spectral Mortuary – From Hate Incarnated
- 2007: Vicious Art – Pick Up This Sick Child
- 2008: Exmortem – Funeral Phantoms
- 2010: Psy:code – Delusion
- 2011: Helhorse – For Wolves and Vultures
- 2011: Vanir – Særimners Kød
- 2012: Malrun – The Empty Frame
- 2012: Ruinside – The Hunt
- 2013: Black Book Lodge – Tûndra
- 2014: Aphyxion – Earth Entangled
- 2014: Powerstroke – In for a Penny, In for a Pound
- 2015: No Return – Fearless Walk to Rise
- 2015: Egonaut – Deluminati
- 2015: Tomb of Finland – Below the Green
- 2016: Headless – Melt the Ice Away
- 2016: Rezet – Reality Is a Lie
- 2016: Tygers of Pan Tang – Tygers of Pan Tang
- 2017: Iniquity – Serenadium
- 2017: Stass – The Darkside
- 2017: Forsaken – Pentateuch